# Rue Jean-Nicot
La rue Jean-Nicot est une voie du 7e arrondissement de Paris, en France.

## Situation et accès
La rue Jean-Nicot est une voie publique située dans le 7e arrondissement de Paris. Elle débute au 65, quai d'Orsay et se termine au 72, rue Saint-Dominique.

## Origine du nom
Elle porte le nom de Jean Nicot (1530-1604), diplomate et érudit français, introducteur du tabac en France (d’où la nicotine), en raison du voisinage de l'ancienne manufacture des tabacs ouverte en 1829 qui longeait son côté impair.

## Historique
La partie située entre les rues de l'Université et Saint-Dominique s'est appelée anciennement « chemin des Vaches » ou « chemin des Treilles », « rue de l'Abreuvoir-aux-Bœufs », « rue des Cygnes », sur le plan de Delagrive de 1728, à cause du voisinage de l'île des Cygnes, à laquelle elle conduisait, à l'aide d'un pont de bois qu'on voyait encore en 1800.
Elle est ensuite devenue la « rue Saint-Jean-au-Gros-Caillou » en raison d'une statue de ce saint qui existait à l'angle de la rue Saint-Dominique.
Elle devint ensuite « rue Nicot » vers 1830 et « rue Jean-Nicot » par un décret du 24 août 1864.
La partie comprise entre le quai d'Orsay et la rue de l'Université a porté antérieurement le nom de « rue de la Triperie ».

## Bâtiments remarquables et lieux de mémoire
- Le quadrilatère compris entre les rues Surcouf, de l'Université, Jean-Nicot et le quai d'Orsay se trouve dans l'ancienne île des Cygnes.
- Dans ce même quadrilatère se trouvait la manufacture des tabacs du Gros-Caillou, construite en 1827 et détruite en 1909.